# Abellera catalana
L'abellera catalana (Ophrys catalaunica) és una orquídia terrestre de la família Ophrys endèmica de Catalunya, on va ser descoberta l'any 1968 pels botànics alemanys Othmar i Edeltraud Danesch. Aquest tàxon només està admès com a subespècie de l'abellera (Ophrys bertolonii). Es considera que prové d'una hibridació entre les espècies Ophrys bertolonii i Ophrys arachnitiformis.

## Descripció
La flor té sèpals rosats amb un nervi verdós molt marcat. Els pètals també són rosats, més petits i amb els marges ondulats. El label és allargat o arrodonit, vellutat i de color marró fosc. El mirallet gairebé sempre té forma d'H, de ferradura o d'escut, i és de color morat bru, brillant i sense pèls. Es tracta d'una planta petita, de 20 cm com a molt, amb dos tubercles ovoides i una tija prima. Té de 4 a 6 fulles basals estretes i lanceolades, un parell de fulles que envolten la tija i diverses bràctees entremig de les flors. La inflorescència és laxa i té un nombre de flors que generalment varia entre dues i sis.
L'època de floració va de primers de maig a primers de juny. És pol·linitzada per les abelles.

## Hàbitat
Creix sobre sòls calcaris fins a 1.150 m, majoritàriament en ambients erms, prats i landes. En menor mesura també es troba en brolles i pinedes. És, però, una espècie comuna al Montseny, on és una de les abelleres més abundants.